# غيرترود غودريش
غيرترود غودريش (بالإنجليزية: Gertrude Goodrich)‏ هي رسامة أمريكية، ولدت في 20 فبراير 1914، وتوفيت في 1980.